# Richard Dix

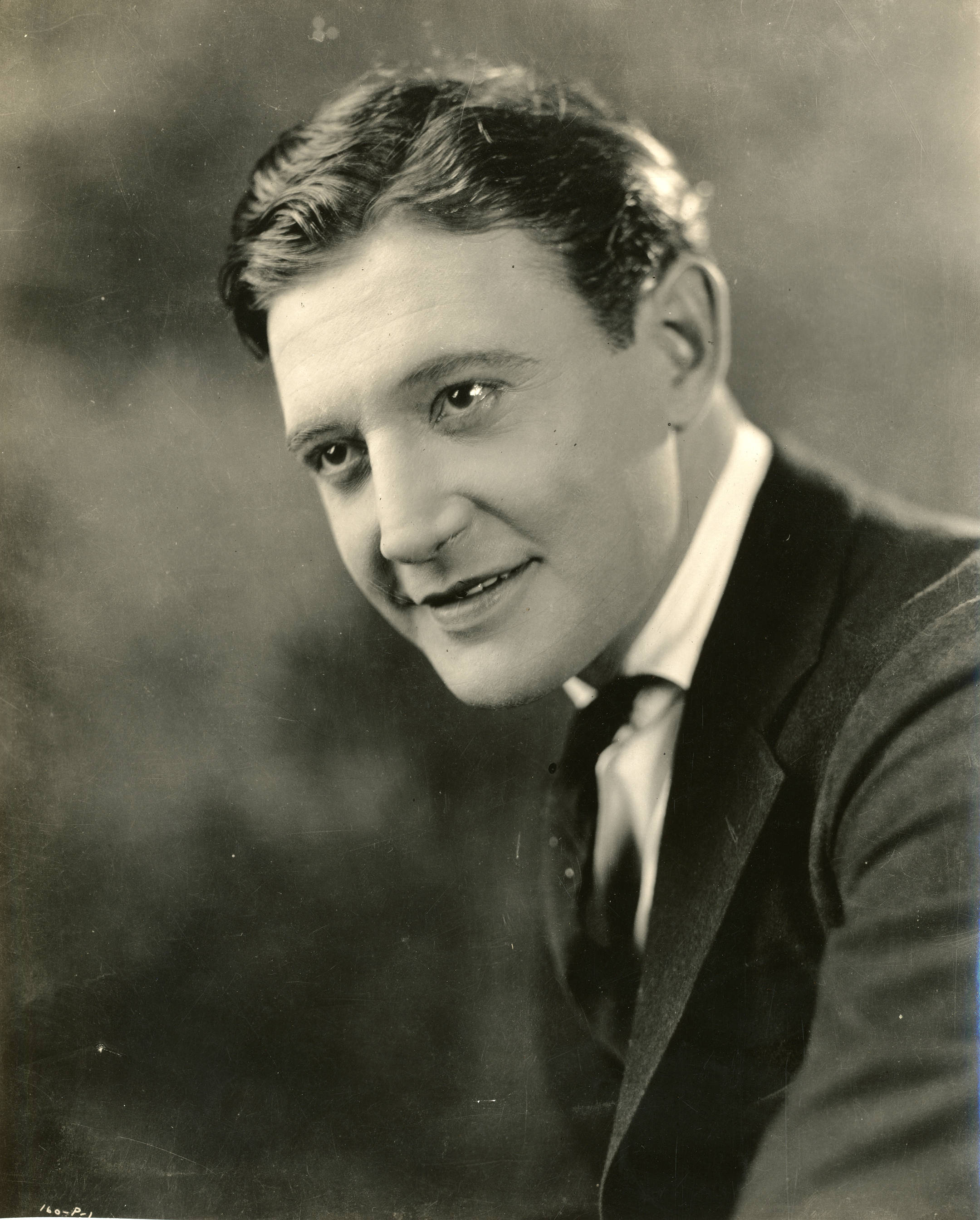
Richard Dix (1923)

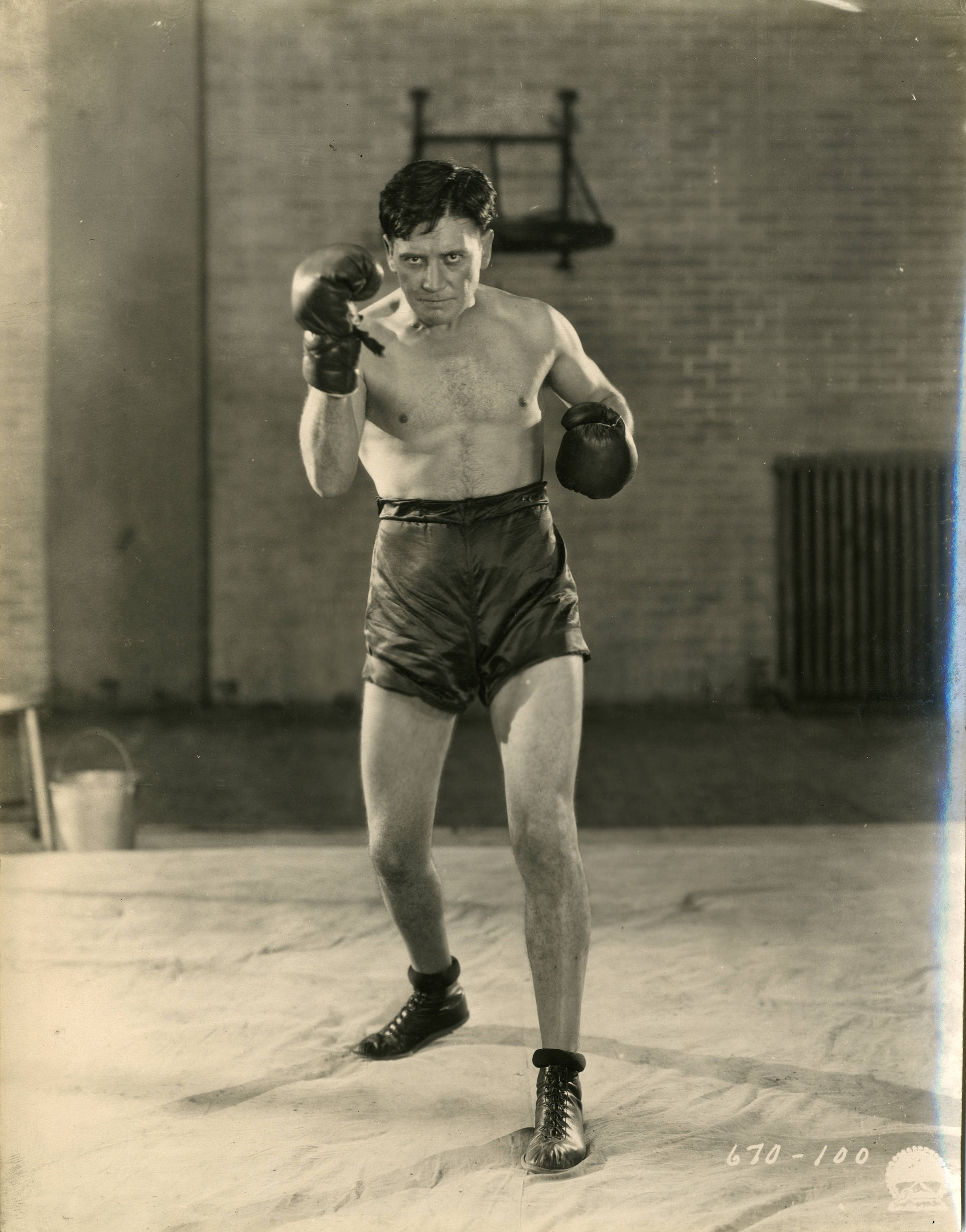
Richard Dix (1924)

Richard Dix (* 18. Juli 1893 in St. Paul, Minnesota; † 20. September 1949 in Los Angeles, Kalifornien; eigentlich Ernest Carlton Brimmer) war ein US-amerikanischer Film- und Theaterschauspieler sowie Filmproduzent. Vor allem mit Heldenrollen in Western und Abenteuerfilmen war er in den 1920er- und 1930er-Jahren ein bedeutender Hollywood-Star.

## Biografie
Richard Dix, geboren und aufgewachsen in St. Paul, sollte nach dem Willen seines Vaters Chirurg werden. Doch bereits in der Schule zeigten sich sein Talent und seine Liebe zur Schauspielerei, außerdem war er ein passionierter Football- und Baseballspieler. Nach einem Jahr, das Dix an der University of Minnesota verbrachte, verließ er diese, und arbeitete kurzzeitig in einer Bank. Um sich das Schauspielstudium finanzieren zu können, arbeitete er auch als Angestellter in einem Architekturbüro. Dix Karriere wurde durch seinen Dienst an der Waffe im Ersten Weltkrieg unterbrochen, danach begann er, am Broadway erste Erfahrungen als Schauspieler zu sammeln.
1917 begann Dix zunächst in Nebenrollen, ehe er rasch zum Leading Man bei Paramount Pictures aufstieg. 1921 produzierte er Not Guilty, seinen einzigen Ausflug hinter die Kamera. Sein bekanntester Film in jener Zeit war Die Zehn Gebote unter Regie von Cecil B. DeMille. Der Übergang in den Tonfilm Ende der 1920er-Jahre gelang ihm im Gegensatz zu vielen Stummfilmkollegen gut. Er wechselte von Paramount zu RKO Pictures, wo er rasch zum größten männlichen Star des Studios aufstieg.
1931 wurde Richard Dix für Pioniere des wilden Westens, der ihn neben Irene Dunne einsetzte, für den Oscar als bester Hauptdarsteller nominiert. In der Verfilmung des Romans von Edna Ferber war Dix als einer der namengebenden Pioniere zu sehen, die beim Umbau des sogenannten „Wilden Westens“ in Richtung einer zivilisierten Gesellschaft eine tragende Rolle spielten. Im Folgejahr spielte er neben Ann Harding in The Conquerors eine ähnliche Rolle, allerdings mit deutlicher weniger Erfolg. Im Verlaufe der 1930er-Jahre blieb Dix ein populärer Darsteller in einer Vielzahl von Genres. Er verkörperte einen desillusionierten Kriegspiloten in Die letzten Vier, war ein singender Outlaw in seinem erneuten Auftritt neben Irene Dunne in Stingaree und spielte den texanischen General Sam Houston in Rache für Alamo.
Ende der 1930er-Jahre begann der Erfolg von Richard Dix nachzulassen und er war zunehmend in B-Filmen zu sehen. Zu seinen nennenswerteren Auftritten der 1940er-Jahre gehört die Hauptrolle eines wahnsinnig werdenden Kapitäns im Val-Lewton-Horrorfilm The Ghost Ship von 1943, außerdem spielte er in sieben Filmen der B-Movie-Krimireihe The Whistler unterschiedliche Figuren. 1947 zog sich Dix aufgrund gesundheitlicher Probleme aus der Schauspielerei zurück. Er hatte in insgesamt 99 Spielfilmen mitgewirkt. Er starb 1949 an den Folgen eines Herzanfalls im Alter von 56 Jahren.
Dix war zweimal verheiratet. Aus seiner ersten Ehe mit Winifred Coe, die er 1931 heiratete, stammte Tochter Martha Mary Ellen Dix. Nach der Scheidung, 1933, heiratete Dix 1934 Virginia Webster. Das Paar bekam 1935 Zwillinge, Richard und Robert Dix, und adoptierte eine Tochter, Sara Sue. An Dix erinnert ein Stern auf dem Hollywood Walk of Fame.

## Filmografie (Auswahl)
- 1917: One of Many
- 1923: Souls for Sale
- 1923: Die Zehn Gebote (The Ten Commandments)
- 1923: Martyrium der Liebe (The Christian)
- 1923: Menschen zweier Welten (The Call of the Canyon)
- 1923: Der Markt der Seelen (Souls for Sale)
- 1925: Der Untergang der roten Rasse (The Vanishing American)
- 1925: Amor im Wolkenkratzer (The Shock Punch)
- 1925: Der Teufelsjunge (The Lucky Devil)
- 1927: Die Piraten vom Jang-Tse-Kiang (Shanghai Bound)
- 1927: 1000 PS (Man Power)
- 1927: Don Alonzo, der Rächer (The Gay Defender)
- 1929: Der Held des Tages (The Love Doctor)
- 1929: Seven Keys to Baldpate
- 1929: Rothaut (Redskin)
- 1931: Pioniere des wilden Westens (Cimarron)
- 1931: Juwelenraub in Hollywood (The Stolen Jools) (Kurzfilm für karitative Zwecke)
- 1932: Die letzten Vier (The Lost Squadron)
- 1932: The Conquerors
- 1932: Roar of the Dragon
- 1932: Hell’s Highway
- 1933: Ace of Aces
- 1934: Stingaree
- 1935: The Tunnel
- 1937: It Happened in Hollywood
- 1939: Twelve Crowded Hours
- 1939: Rache für Alamo (Man of Conquest)
- 1942: Der König von Texas (American Empire)
- 1943: The Ghost Ship
- 1943: Der Sheriff von Kansas (The Kansan)
- 1944: The Whistler
- 1946: Der geheimnisvolle Gast (Mysterious Intruder)
- 1947: The Thirteenth Hour

## Auszeichnungen
Oscar als Bester Hauptdarsteller
Nominierungen
- Oscarverleihung 1931: für Pioniere des Wilden Westens

Weitere Ehrungen
- 1960: Stern auf dem Hollywood Walk of Fame (Kategorie Film)